# Rängs församling
Rängs församling var en församling i Lunds stift och i Vellinge kommun. Församlingen uppgick 2002 i Höllvikens församling.

## Administrativ historik
Församlingen har medeltida ursprung. På begäran av Kung Kristian IV av Danmark införlivades Kämpinge församling, detta utifrån ett brev från kungen daterat 5 november 1632. 1998 införlivades Håslövs församling.
Församlingen var till 1962 moderförsamling i pastoratet Räng och Stora Hammar som en tid efter 1632 möjligen även omfattade Kämpinge församling. Från 1962 till 2002 moderförsamling i pastoratet Räng och Stora Hammar som före 1997 även omfattade Håslövs församling och senast till 1998 Skanörs församling och Falsterbo församling. Församlingen uppgick 2002 i Höllvikens församling.

## Kyrkoherdar
| Ämbetstid | Namn                      | Levnadstid | Kommentar                             |
| --------- | ------------------------- | ---------- | ------------------------------------- |
| 1357      | Andreas                   |            | sacerdos ecclesiæ                     |
| 1559      | Niels Mårtensson          |            |                                       |
| 1569—1584 | Jens Laurettsson          |            |                                       |
| 1606      | Laurits Castenson Grambow |            | Innehöll ämbetet före 1606, okänt år. |
| 1610      | Laurits Rasmussön         |            |                                       |
| —1624     | Laurits Charstensson      |            |                                       |
| 1624—1644 | Laurits Danielsson        |            |                                       |
| 1645—1676 | Niels Allessön            | 1609—1677  |                                       |
| 1676—1677 | Niels Nielssen Allesius   | 1648—1677  | Son till föregående                   |
| 1678      | Sigward Nilsson Juul      |            |                                       |
| 1678—1698 | Henrik Hagman             | 1648—1698  |                                       |
| 1700—1728 | Lars Kråka                | 1671—1728  |                                       |
| 1728—1752 | Petrus Wankif             | 1696—1752  |                                       |
| 1754—1785 | Pehr Lovén                | 1718—1785  |                                       |
| 1786—1832 | Per Magnus Lovén          | 1755—1832  | Son till föregående                   |
| 1834—1838 | Carl Winqwist             | 1774—1838  |                                       |
| 1841—1848 | Olof Johan Bolmeer        | 1786—1848  |                                       |
| 1850—1868 | Samuel Fredrik Krook      | 1805—1868  |                                       |

## Kyrkor
- Håslövs kyrka
- Rängs kyrka